# 李偵禎
李偵禎（1974年8月17日—），台灣的新聞主播，輔仁大學大眾傳播學系新聞組畢業，現任民視新聞台《民視晚間新聞》當家主播、《台灣演義》主持人。

## 學歷
- 臺北市立第一女子高級中學。
- 天主教輔仁大學大眾傳播學系新聞組。

## 經歷
- 大愛電視記者、主播、新聞節目專題記者（專題報導「飛越烽火線─戰火遺毒下的越南子民」入圍八十八年台灣電視金鐘獎新聞採訪獎）。
- 中天新聞台主播。
- 民視新聞記者、主播、主持人。

## 曾主持過的節目
| 時間 | 頻道       | 節目         | 備註 |
|      | 民視新聞台 | 《台灣印記》 |      |
|      | 民視新聞台 | 《好食好事》 |      |

## 現任
- 民視新聞台《民視晚間新聞》當家主播。
- 民視新聞台《台灣演義》主持人。